# North Wiltshire
North Wiltshire este un district ne-metropolitan situat în Regatul Unit, în comitatul Wiltshire din regiunea South West, Anglia.

## Orașe din cadrul districtului
- Calne
- Chippenham
- Corsham
- Malmesbury
- Wootton Bassett

## Vedeți și
- Listă de orașe din Regatul Unit